# Зибенрок, Фридрих
Фридрих Зибенрок (нем. Friedrich Siebenrock; 1853—1925) — австрийский зоолог.

## Биография
После окончания гимназии Зибенрок изучал зоологию в университетах Инсбрука и Вены. После окончания учёбы в январе 1886 года он работал волонтёром в Музее естественной истории в Вене. Там прошла вся его трудовая жизнь, в конце как смотрителя музея. В 1895 и 1897 годах он сопровождал директора Зоологического отделения Франца Штайнахера в Первой и Второй австрийских экспедициях к Красному морю.
Научный интерес для Зибенрока наряду с крокодилами представляли прежде всего черепахи, чьи многочисленные научные описания он сделал впервые.

## Почести
За свой вклад Зибенрок был назначен в 1920 году надворным советником, кроме того, он был отмечен рыцарским крестом Франца Иосифа, а также юбилейной серебряной придворной медалью.
В честь Зибенрока были названы следующие виды черепах:
- Чёрная пресноводная черепаха (Siebenrockia crassicollis) (Gray, 1831)
- Змеиношеяя черепаха Зибенрока (Chelodina siebenrocki) (Werner, 1901)
- Гвинейская латастия (Latastia siebenrocki) (Tornier, 1905)
- Pleurotoma (Clavus) siebenrocki (Sturany, 1900)
- Amussium siebenrocki (Sturany, 1901)[1]
- Каспийская черепаха Зибенрока (Mauremys caspica siebenrocki) (Wischuf & Fritz, 1997)

## Публикации
- Ergebnisse einer zoologischen Forschungsreise von Dr. Franz Werner nach Ägypten und im ägyptischen Sudan. IV Krokodile und Schildkröten, in: Sitzungsberichte der kaiserlichen Akademie der Wissenschaften Wien, Mathematisch-naturwissenschaftliche Klasse,  Bd. 115 (1906), S. 817-839.
- Die Schildkröten Niederösterreichs vor der Eiszeit in: Blätter für Naturkunde und Naturschutz Niederösterreichs, Wien 1916; 3(4): 1-7.
- Über Wirbelassimilation bei den Sauriern (PDF; 4,36 MB)